# Páginas Rosadas
Páginas Rosadas es la primera guía de servicios de Madrid y España, orientada al público LGBT. En ella se puede encontrar información detallada de aquellas actividades realizadas por y para gays, lesbianas y público simpatizante LGBT. Su periodicidad es bimestral.
Se diferencia de otras guías dirigidas al público gay en su extenso directorio de servicios, que no sólo incluye los habituales listados de discotecas, bares, restaurantes, etc., sino que se amplía con la inclusión de todo tipo de servicios profesionales, tales como: abogados, dentistas, diseñadores, electricistas, fontaneros, notarios, traductores, etc., asegurando el contacto con una empresa gay o gay friendly.

## Orígenes
Surgió en julio de 2007 en Madrid. Su tirada inicial, el 12 de septiembre de 2007, fue de 5000 ejemplares distribuidos gratuitamente en todo tipo de locales comerciales de Malasaña, La Latina, Lavapiés y Chueca (principal barrio gay de España), además de en los principales hoteles del centro de Madrid y en determinados puntos del Aeropuerto de Barajas.